# Carl Anton von Meyer
Carl Anton von Meyer (translitera del cirílico ruso Карл Анто́нович фон Ме́йер) ( 1 de abril de 1795, Vítebsk - † 24 de febrero de 1855, San Petersburgo) fue un botánico, pteridólogo y explorador ruso de origen alemán.

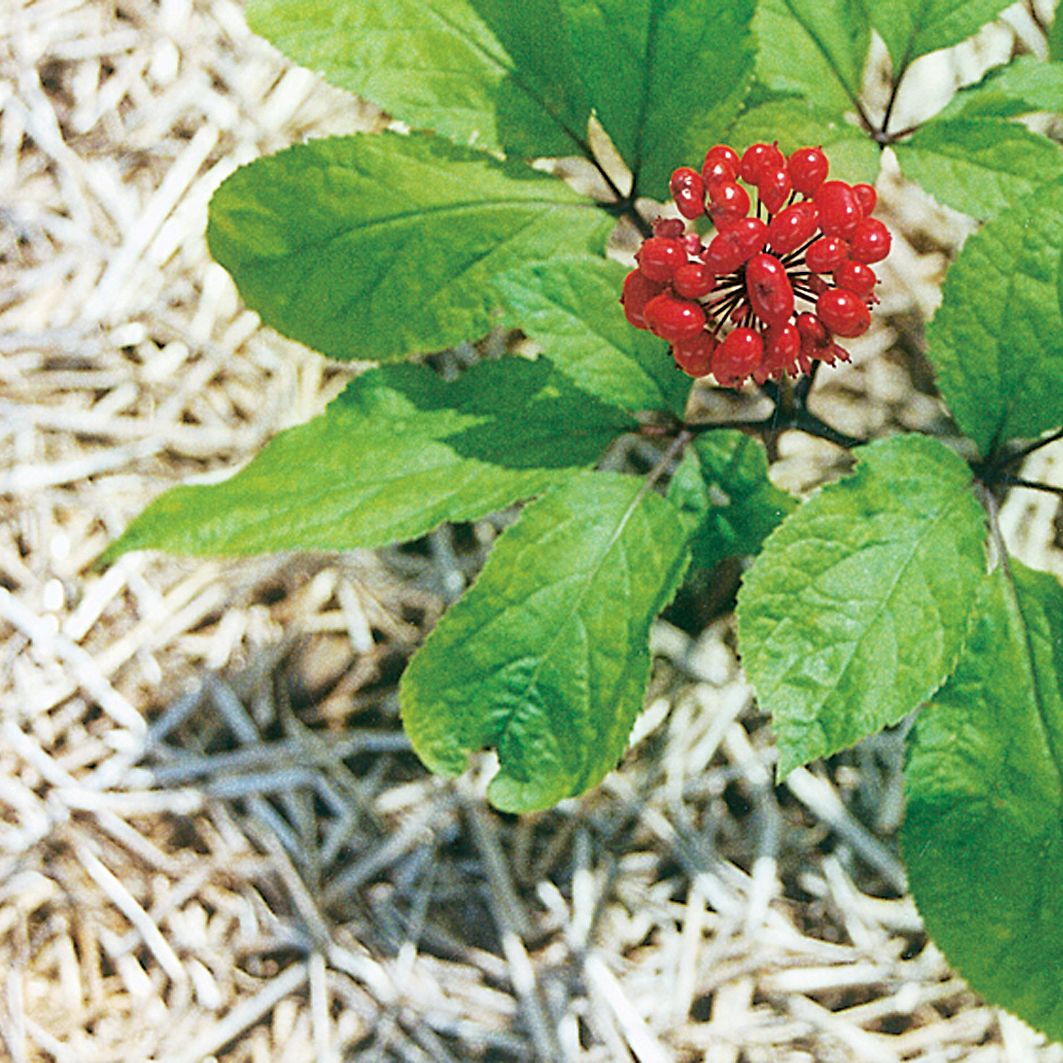
Panax ginseng C.A.Mey.

## Biografía
Dirigió numerosas expediciones sobre todo de 1826 a 1827 en el Altái junto con Karl Friedrich von Ledebour (1785-1851) y Alexander von Bunge (1803-1890). Fue el director del Jardín Botánico de San Petersburgo de 1850 a 1855.

## Obra
- Verzeichniß der Pflanzen, welche während der (...) 1829 und 1830 unternommenen Reise im Caucasus (...) eingesammelt worden sind, 1831
- Verzeichniß der im Jahre 1838 am Saisang-Nor und am Irtysch gesammelten Pflanzen (junto con August Gustav Heinrich von Bongard), 1841
- Enumeratio plantarum novarum a cl. Schrenk lectarum (junto con Friedrich Ernst Ludwig von Fischer), 1841-1842
- Florula provinciae Tambov, 1844
- Versuch einer Monographie der Gattung Ephedra, 1846
- Sertum petropolitanum (junto con Friedrich Ernst Ludwig von Fischer; vollendet 1869 von Eduard August von Regel), 1846-1852
- Florula ochotensis phanogama (junto con Ernst Rudolph von Trautvetter), in „Reise in den äußersten Norden und Osten Sibiriens“, 1847
- Florula provinciae Wiatka, 1848